# Herb Biecza
Herb Biecza – jeden z symboli miasta Biecz i gminy Biecz w postaci herbu

## Wygląd i symbolika
Herb przedstawia w polu czerwonym po heraldycznie prawej stronie postać św. Piotra trzymającego klucz do nieba oraz po heraldycznie lewej św. Pawła trzymającego miecz. Między nimi znajduje się duża litera B, będąca odniesieniem do nazwy miasta. Głowy, dłonie, stopy, płaszcze w kolorze białym, nimby wokół głów, klucz, miecz, litera B żółte (złote), suknie niebieskie.

## Historia
Herb wywodzi się z XVI-wiecznych pieczęci miejskich przedstawiających wizerunek św. Piotra i św. Pawła w półfigurach. Między nimi znajdowała się majuskuła B. W XVII w. na pieczęci św. Piotr i św. Paweł znajdują się w pozycji stojącej, między nimi znajduje się duże B. Takie pieczęcie były używane jeszcze w XVIII w. i na ich podstawie utworzono herb.